# Xiaolin Chronicles
Xiaolin Chronicles è una serie televisiva animata statunitense e canadese creata da Christy Hui. È una continuazione libera della serie animata Xiaolin Showdown, prodotta dalla Warner Bros., ma essa non prosegue da dove era stato interrotto lo show originale. A differenza dell'originale, il cartone animato mescola l'animazione tradizionale con quella tridimensionale quando avvengono i duelli. La serie televisiva ha debuttato il 26 agosto 2013, con tre episodi fungenti da prologo; in seguito la versione completa è andata in onda su Disney XD a partire dal 14 settembre 2013, prodotta dalla ActionFliks Media Corp e Genao Productions. Il cartone animato viene riproposto anche su Netflix in lingua originale.

## Produzione
Prodotta interamente in Canada da Christy Hui che ritorna come produttore esecutivo, lo spettacolo è animato in animazione 2D, eccetto per le battaglie che sono in 3D. La mostra presenta nuovi design dei personaggi e un logo leggermente modificato per la serie animata. Con l'eccezione di Tara Strong (Omi, Ping Pong) e Jennifer Hale (Katnappe, Willow), tutto l'intero cast vocale è stato sostituito a causa del fatto che lo show è una produzione franco-canadese e alcuni di loro sono cittadini canadesi che hanno lavorato in progetti registrati a Vancouver ed a Los Angeles. Gli Shen Gong Wu dalla serie originale dovevano essere rinominati perché la Warner Bros. non possedeva più i titoli e diritti sui nomi.

## Trama
Omi, Kimiko, Raimundo e Clay sono della formazione dei Dragoni Xiaolin. A loro si sono uniti due reclute: Ping Pong, fan di Omi proveniente dall'Europa che trovò e nascose tutti gli Shen Gong Wu dalle forze malefiche nella sua patria, e  Willow, una misteriosa ragazza; i due competono per essere l'ufficiale guerriero tirocinante del gruppo. Successivamente però scopriranno che Willow è in realtà un'infida spia chiamata Shadow, agli ordini della falsa e malefica controparte di Chase Young (che come mostrato nello show originale un tempo era un benefico guerriero Xiaolin ma divenne malefico quando l'infido Hannibal Roy Bean lo ha corrotto facendogli bere la zuppa Lao Mang Long, che dona l'eterna giovinezza ma corrompe l'anima). Lei e il falso Chase distruggono il tempio Xiaolin e rubano tutti gli Shen Gong Wu. Questo portò i monaci ad iniziare un viaggio alla ricerca di un nuovo tempio e recuperare i restanti Shen Gong Wu, in competizione contro gli Heylin guidati dalla versione impostore di Chase Young e la vecchia nemesi Jack Spicer facendo in modo che il perfido, malvagio, crudele e corrotto Lato Heylin verrebbe ucciso dal Lato Xiaolin dopo la sconfitta di tutti i Cattivi Heylin.